# Roman Tarnawski (muzyk)
Roman Paweł Tarnawski (ur. 27 czerwca 1958 we Wrocławiu) – polski basista i kontrabasista, grający także na gitarze i fortepianie. Renomowany producent designerskiej biżuterii.

## Życiorys
Uczył się w klasie kontrabasu Państwowej Wyższej Szkoły Muzycznej II st. we Wrocławiu. Debiutował w 1978 roku z zespołem Air Band (1978–1980), grając na jednej z imprez towarzyszących festiwalowi Jazz nad Odrą. Z zespołem Arbiter Elegantiarum (1979–1980 – jednym z gitarzystów był tam Krzysztof Mandziara, zaś klawiszowcem Marek Biliński) wystąpił na I Ogólnopolskim Festiwalu Muzyki Młodej Generacji w Jarocinie (1980). W latach 1980–1983 był basistą rockowego zespołu Cross, który wraz z nim tworzyli: Krzysztof Cugowski (śpiew), Krzysztof Mandziara (gitara) i Ireneusz Nowacki (perkusja). Wraz z zespołem koncertował w całym kraju w tym na dużych festiwalach, takich jak Rock na Wyspie i Rockowisko. Nagrał też dwa programy telewizyjne z cyklu: Nowe płyty Polskich Nagrań: Krzysztof Cugowski i Cross (data emisji: 10 sierpnia 1982) i Gwiazdy, Gwiazdki, Gwiazdeczki: Krzysztof Cugowski i Cross (data emisji: 1983, koncert grupy Cross zarejestrowany w Piwnicy Świdnickiej – scenariusz i reżyseria Jacek Wenzel) oraz własną kompozycję do tekstu Magdaleny Wojtaszewskiej-Zajfert pt. Zjawy nie dają mi spać (w skrócie Zjawy). W 1984 roku po rozpadzie grupy, nakładem Pronitu ukazał się jej longplay zatytułowany Podwójna twarz i zrealizowany z gościnnym udziałem koncertującego z Crossem pianisty Wojciecha Jaworskiego. W roku 1983 wrocławianin wraz z Grzegorzem Markowskim (śpiew), Aleksandrem Mrożkiem (gitara), Krzysztofem Mandziarą (gitara) i Ireneuszem Nowackim (perkusja) współtworzył zespół Hazard, który pozostawił po sobie jedynie singiel. W tym samym roku grał też gościnnie w zespole Wanda i Banda. W latach 1984–1985 razem z Małgorzatą Szczęch (śpiew), Aleksandrem Mrożkiem (gitara), Wojciechem Szczęchem (saksofon) i Ireneuszem Nowackim (perkusja) współpracował w zespole Jan Kowalski, który pozostawił po sobie zarejestrowany z gościnnym udziałem pianisty Jerzego Kaczmarka (w miejsce W. Szczęcha) album Inside Outside Songs (wyd. Polskie Nagrania „Muza”, 1985) na którym znalazła się jego kompozycja pt. Głową na poduszce, nogami na ziemi, a także singiel. W 1985 roku muzyk wyemigrował do Stanów Zjednoczonych. Początkowo grał w miejscowych cover bandach, by później zająć się produkcją designerskiej biżuterii, często kupowanej przez muzyków rockowych i popowych oraz celebrytów.

## Dyskografia

### Albumy
- 1984: Podwójna twarz (LP Pronit)
- 1993: Podwójna twarz (CD TA Music; inna okładka + nagranie radiowe Crossu pt. Zjawy i dwa bonusy z płyty K. Cugowskiego Wokół cisza trwa – taki sam zestaw znajduje się na kasecie (MC) wydawnictwa New Abra)
- 2023: Podwójna twarz (CD GAD Records – reedycja płyty zawierająca trzy utwory dodatkowe, a mianowicie zarejestrowane w grudniu 1982 roku trzy nagrania radiowe: Zjawy, Wolę być sam, Trzeci peron[13])

### Nagrania radiowe
- Polskie Radio Wrocław (1982):?[14]
- Polskie Radio Warszawa (maj 1982): Po zmęczonych schodach w dół, Okna zamknięte na głucho[14]
- Polskie Radio Warszawa (3-6 grudnia 1982)[14]: Zjawy, Wolę być sam[15], Trzeci peron[16]

### Programy telewizyjne
- 1982: Nowe płyty Polskich Nagrań: Krzysztof Cugowski i Cross[5]
- 1983[6]: Gwiazdy, Gwiazdki, Gwiazdeczki: Krzysztof Cugowski i Cross[7][8]

### Single
- 1983: Ciągły ból głowy / Jeśli nie wiesz co jest grane (SP Tonpress)

### Albumy
- 1985: Inside Outside Songs (LP Polskie Nagrania „Muza”)

### Single
- 1984: Perfidny walc / Opowieść o naszej planecie (SP Tonpress)